# ياسوشي اينو
ياسوشي اينو (باليابانية: 井上靖 ) (و. 1907 – 1991 م) هو كاتب، وروائي، وشاعر، وكاتب سيناريو ياباني، ولد في هوكايدو، توفي عن عمر يناهز 84 عاماً.

## التعليم
تعلم في جامعة كيوتو.

## جوائز
حصل على جوائز منها:
- جائزة أساهي (1984)
- جائزة كيكوتشي كان [الإنجليزية]‏ (1980)
- صاحب الاستحقاق الثقافي  [لغات أخرى]‏ (1976)
- وسام الثقافة (1976)
- جائزة أكوتاغاوا، عن عمل: The Bullfight (novella) [الإنجليزية]‏ (1949).[9]

## وصلات خارجية
- ياسوشي اينو على موقع IMDb (الإنجليزية)
- ياسوشي اينو على موقع الموسوعة البريطانية (الإنجليزية)
- ياسوشي اينو على موقع مونزينجر (الألمانية)
- ياسوشي اينو على موقع ألو سيني (الفرنسية)
- ياسوشي اينو على موقع قاعدة بيانات الفيلم (الإنجليزية)
- ياسوشي اينو على موقع كينوبويسك (الروسية)
- ياسوشي اينو في قاعدة بيانات الأفلام على الإنترنت